# اسماعیل دقایقی
اسماعیل دقایقی (۹ بهمن ۱۳۳۳ – ۲۸ دی ۱۳۶۵) نظامی ایرانی بود که در طول جنگ ایران و عراق از فرماندهان ارشد سپاه پاسداران به‌شمار می‌آمد و در عملیات‌های بیت‌المقدس، فتح‌المبین، خیبر، بدر، عاشورا، قدس ۴، کربلای ۲ و کربلای ۴ فرماندهی تیپ ۹ بدر را بر عهده داشت. دقایقی فعالیت سیاسی بر علیه حکومت شاهنشاهی را پیش از وقوع انقلاب با عضویت در گروه منصورون آغاز کرد و در سال ۱۳۵۸ پس از شکل‌گیری سپاه پاسداران، به این نهاد پیوست. وی در خلال انجام عملیات کربلای ۵ هنگام شناسایی در منطقه شلمچه، توسط هواپیمای جنگنده نیروی هوایی عراق مورد اصابت موشک قرار گرفت و کشته شد. دقایقی به‌عنوان بنیانگذار لشکر ۹ بدر شناخته می‌شود.

## زندگی‌نامه
اسماعیل دقایقی در ۹ بهمن ۱۳۳۳ در شهر بهبهان، استان خوزستان زاده شد. پدرش ابراهیم دقایقی نام داشت و در شهرستان امیدیه، مغازه تعمیرات لوازم خانگی داشت و او نیز دوران کودکی و نوجوانی خود را در شهر امیدیه سپری نمود. دقایقی سال ۱۳۴۹ پس از قبولی در آزمون ورودی، وارد هنرستان شرکت ملی نفت ایران در اهواز شد.

## قبل از انقلاب
اسماعیل دقایقی در سال دوم هنرستان، که با برپایی جشن‌های ۲۵۰۰ ساله شاهنشاهی مصادف بود، در اعتصابی هماهنگ بر علیه حکومت پهلوی شرکت کرد و از آن پس، به‌طور جدی فعالیت‌های مخفی سیاسی خود را آغاز نمود. وی پس از ورود به هنرستان شرکت نفت، با محسن رضایی آشنا شد، که در آن زمان به‌طور مخفی علیه دودمان پهلوی فعالیت می‌کرد.
در دهه ۱۳۵۰ با شدت گرفتن این فعالیت‌ها، دقایقی در ۲ مرحله توسط ساواک دستگیر شد، که نخستین بار در سال ۱۳۵۳ در شهر اهواز، به همراه محسن رضایی، دستگیر و روانه زندان این شهر گردید، ولی بعلت سن پائین، پس از چند ماه از زندان آزاد شد. وی دومین بار در سال ۱۳۵۵ دستگیر و راهی زندان گردید، که این بار نیز پس از تحمل چندین ماه زندان آزاد شد، اما پس از آزادی از زندان، به دلیل فعالیت در گروه چریکی منصورون، از هنرستان شرکت نفت نیز اخراج شد. او در همان سال پس از شرکت در آزمون کنکور سراسری، در رشته مهندسی کشاورزی (گرایش آبیاری) دانشگاه جندی‌شاپور اهواز پذیرفته شد، اما پس از ۲ سال تحصیل در این رشته، بار دیگر در کنکور شرکت کرد و پس از قبولی در آزمون، به دانشکده علوم تربیتی دانشگاه تهران وارد شد. دقایقی پیش از وقوع انقلاب و در ابتدای سال ۱۳۵۷ ازدواج کرد. وی در این زمان همچنان در گروه منصورون عضویت داشت.

## پس از انقلاب
دقایقی در سال ۱۳۵۸ با مشارکت گروهی از همفکرانش جهاد سازندگی آغاجاری را در استان خوزستان راه‌اندازی کرد. هنوز چند ماه از فعالیت او در این ارگان نگذشته بود، که طی حکمی (در اوایل مرداد ۱۳۵۸) مسئول تشکیل سپاه آغاجاری شد. بعد از یک سال از فرماندهی‌اش در این منطقه، برای تشکیل سپاه خوزستان، همکاری با علی شمخانی را آغاز نمود و عهده‌دار مسئولیت دفتر هماهنگی سپاه خوزستان شد. با آغاز جنگ ایران و عراق، دقایقی در روزهای نخست، به خرمشهر رفت و با انتقال سلاح و مهمات به سپاه خرمشهر (به فرماندهی محمد جهان آرا) نقش اساسی در پشتیبانی نیروهای داوطلب ایفا کرد.

## جنگ ایران و عراق
با آغاز رسمی جنگ ایران و عراق، اسماعیل دقایقی به عنوان نماینده سپاه پاسداران در اتاق جنگ لشکر ۹۲ زرهی در اهواز حضور یافت. پس از آزادی خرمشهر در عملیات بیت‌المقدس، دقایقی مسئول یگان حفاظت از شخصیت‌ها در شهر قم و استان مرکزی شد، ولی بار دیگر و در پی فرمان روح‌الله خمینی، مبنی بر لزوم حضور افراد مؤثر در جبهه‌ها، به منطقه جنوب بازگشت.
در جریان محاصره شهر سوسنگرد توسط نیروی زمینی عراق، دقایقی با مشکلات زیادی موفق به خروج از محاصره شد و به همراه حسین علم‌الهدی، از فرماندهان کلیدی شکستن محاصره سوسنگرد بود. در عملیات فتح‌المبین، وی در قرارگاه فجر با مجید بقایی، که در آن زمان فرمانده قرارگاه فجر بود، همکاری داشت.

## دوره عالی مالک اشتر
دقایقی در سال ۱۳۶۲ مسئولیت راه‌اندازی دوره عالی مالک اشتر را برعهده گرفت. این دوره نظامی به منظور آموزش اصول و مبانی جنگ، آرایش و تاکتیک‌های نظامی افراد، برای به‌کارگیری در مسئولیت‌های فرماندهی گردان‌های مانوری سپاه پاسداران، طراحی و اجرا شده بود، که خود وی نیز در این دوره‌های آموزشی شرکت نمود. هم‌زمان با اجرای این طرح، عملیات خیبر در جزایر مجنون نیز آغاز شد، که دقایقی نیز به عنوان فرمانده یکی از گردان‌های خط مقدم، در این عملیات حضور پیدا کرد.

## لشکر ۹ بدر
تیپ ۹ بدر متشکل از نیروهای مجاهدین عراقی و بعدها اسرای عراقی داوطلب (که به نام احرار شناخته می‌شدند) بود، که توسط محسن رضایی؛ فرمانده وقت سپاه پاسداران راه‌اندازی شد و اسماعیل دقایقی نیز به‌عنوان نخستین فرمانده این تیپ، از سوی رضایی، منصوب گردید. در عملیات بدر این تیپ، منطقه «الترابه» در هور الهویزه را آزاد کرد. تیپ بدر در عملیات‌های عاشورا، قدس ۴، کربلای ۲، کربلای ۴ و کربلای ۵ نیز نقش پر رنگی داشت. تیپ بدر در عملیات مرصاد نیز بعنوان یگان عمل‌کننده حضور داشت.

## کشته شدن
اسماعیل دقایقی در تاریخ ۲۸ دی ۱۳۶۵ در زمان انجام عملیات شناسایی پیش از عملیات کربلای ۵، در منطقه شلمچه، توسط هواپیماهای جنگنده نیروی هوایی عراق مورد اصابت موشک قرار گرفت و در ۳۱ سالگی کشته شد. جسد وی در گلزار شهدای امیدیه، در استان خوزستان دفن گردید.

## یادبودها

### تندیس
در خرداد ماه ۱۳۹۳ از تندیس اسماعیل دقایقی در شهر اهواز رونمایی شد. تندیس برنزی دقایقی به ارتفاع ۴ متر بر روی پایه سنگی به ارتفاع ۴ متر، در محل ورودی پل سوم اهواز، به عنوان یادبود وی و ۴ نفر دیگر از کشته‌شدگان جنگ ایران و عراق، در کنار رودخانه کارون نصب گردید.

### پل شهید دقایقی
پل شهید دقایقی یا پل سوم اهواز، که در سال ۱۳۳۶ مراحل ساخت آن آغاز و در سال ۱۳۴۹ مورد بهره‌برداری قرار گرفته بود، پس از تعریض و بازسازی در سال ۱۳۹۳ جهت یادبود اسماعیل دقایقی، به پل شهید دقایقی تغییر نام داد. این پل بر روی رودخانه کارون ساخته شده‌است و میدان پنج نخل را به شمال کیانپارس متصل می‌کند.